# Ulrike Wuttke
Ulrike Wuttke (* 1976 in Berlin) ist eine deutsche Philologin und Bibliothekswissenschaftlerin.

## Leben
Wuttke studierte Niederländische sowie Englische Philologie und Editionswissenschaft an der Freien Universität Berlin. 2012 wurde sie an der Universiteit Gent promoviert. 2019 erlangte sie berufsbegleitend ihren Abschluss in Library and Information Science an der TH Köln.
Seit 2023 ist Wuttke Professorin für Bibliothekswissenschaft an der Fachhochschule Potsdam, wo sie bereits seit 2017 als wissenschaftliche Mitarbeiterin tätig war. Ihre Schwerpunkte in Forschung und Lehre sind Forschungsdaten(-management), Digital Humanities und Open Science.
Ulrike Wuttke ist Vorstandsmitglied des Verbands Digital Humanities im deutschsprachigen Raum.

## Schriften
- Im Diesseits das Jenseits bereiten. Eschatologie, Laienbildung und Zeitkritik bei den mittelniederländischen Autoren Jan von Boendale, Lodewijk van Velthem und Jan van Leeuwen. Göttingen 2016, ISBN 978-3-86395-274-7 (Dissertation; Digitalisat).